# Spartina cynosuroides
Spartina cynosuroides là một loài thực vật có hoa trong họ Hòa thảo. Loài này được (L.) Roth miêu tả khoa học đầu tiên năm 1806.

## Hình ảnh

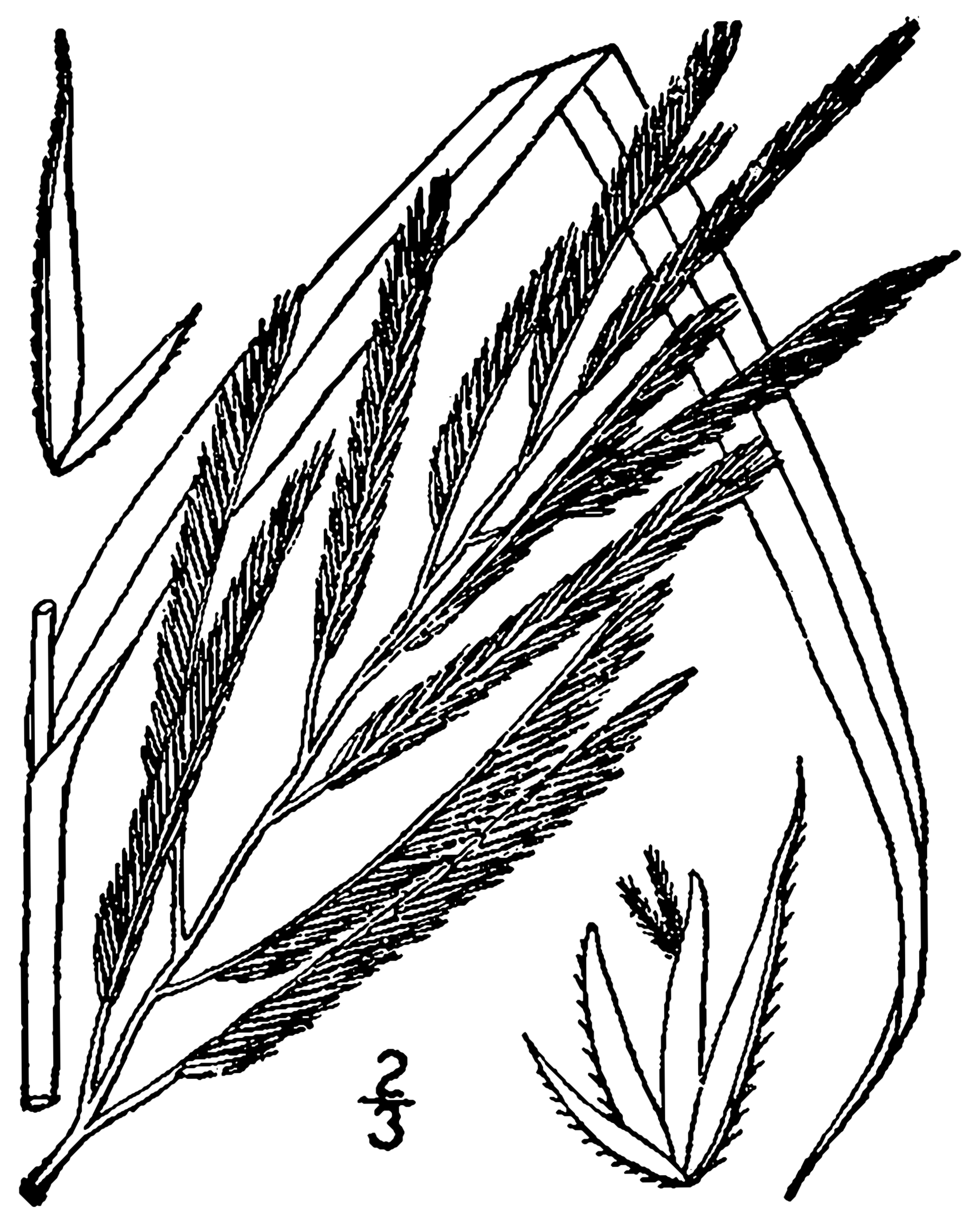